# Michael William Delany
Michael William Delany (* 22. August 1965 in Sydney) ist ein ehemaliger australischer Schwimmer. Er gewann bei Olympischen Spielen eine Silbermedaille. Bei Commonwealth Games erschwamm er je eine Gold- und Bronzemedaille.

## Karriere
Im September und Oktober 1982 wurden in Brisbane die Commonwealth Games 1982 ausgetragen. Über 100 Meter Freistil erschwamm er die Bronzemedaille hinter seinen Landsleuten Neil Brooks und Greg Fasala. Die 4-mal-100-Meter-Freistilstaffel mit Graeme Brewer, Delany, Fasala und Brooks siegte mit fast drei Sekunden Vorsprung vor den Engländern. Greg Fasala schwamm auch im Vorlauf der 4-mal-200-Meter-Freistilstaffel, war aber im für Australien siegreichen Finale nicht dabei.
1984 bei den Olympischen Spielen in Los Angeles erreichte Delany mit der elftschnellsten Zeit das B-Finale und meldete sich dann vom Wettkampf ab. Er wird als 17. in diesem Wettbewerb geführt. In der 4-mal-100-Meter-Freistilstaffel schlugen Fasala, Brooks, Delany und Mark Stockwell als Zweite hinter der Staffel aus den Vereinigten Staaten an und erhielten die Silbermedaille.